# Ottokar Weise
Ottokar Weise (* vor 1890; † nach 1900) war ein deutscher Regattasegler.
Bei den Olympischen Spielen 1900 trat Weise zusammen mit Paul Wiesner, Georg Naue und Heinrich Peters am 20. Mai in der Offenen Klasse an, die Berliner belegten mit ihrer Aschenbrödel den zweiten Platz hinter einer britischen Crew mit der Scotia. Am 24. Mai sollte Weise mit derselben Besetzung im ersten Wettbewerb in der Bootsklasse bis zu einem Gewicht von einer Tonne antreten. Da er jedoch angeschlagen war, wurde er durch Arthur Bloomfeld vertreten. Zwar gewann die Besatzung die Regatta, allerdings stellte sich beim Nachwiegen heraus, dass das Boot mit 1,041 t zu schwer war, weshalb es disqualifiziert und die Scotia zum siegreichen Boot erklärt wurde. Bei der nächsten Wettfahrt in der nächsthöheren Bootsklasse bis zu 1,5 t war nun Weise wieder dabei und die Crew der Aschenbrödel wurde vor der Schweizer Yacht Lérina Olympiasieger.